# M93 (amas ouvert)
Pour les articles homonymes, voir M93.
M93 (NGC 2447) est un amas ouvert, situé dans la constellation de la Poupe. Il a été découvert par l'astronome français Charles Messier en 1781.

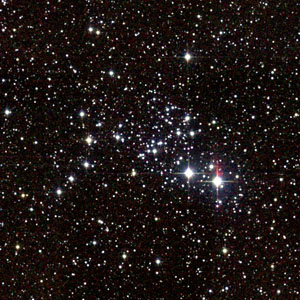
M93 en infrarouge par l'étude 2MASS.

L'amas est à environ 1 037 pc (∼3 380 al) du système solaire et les dernières estimations donnent un âge de 387 millions d'années. La taille apparente de l'amas est de 10 minutes d'arc, ce qui, compte tenu de la distance, donne une taille réelle maximale d'environ 9,8 années-lumière.
Selon la classification des amas ouverts de Robert Trumpler, cet amas renferme moins de 50 étoiles (lettre p) dont la concentration est faible (IV) et dont les magnitudes se répartissent sur un petit intervalle (le chiffre 1). 